# Gerardo (football)
Pour les articles homonymes, voir Gerardo.
Gerardo Miranda Concepción, plus communément appelé Gerardo, né le 16 novembre 1956 à Nouadhibou (Mauritanie), est un footballeur espagnol, qui évoluait au poste de défenseur au FC Barcelone et en équipe d'Espagne.
Gerardo n'a marqué aucun but lors de ses neuf sélections avec l'équipe d'Espagne entre 1981 et 1985.

## Carrière de joueur
- 1976-1981 : UD Las Palmas
- 1981-1988 : FC Barcelone
- 1988-1990 : UD Las Palmas

## Palmarès

### En équipe nationale
- 9 sélections et 0 but avec l'équipe d'Espagne entre 1981 et 1985.

### Avec le FC Barcelone
- Vainqueur de la Coupe des vainqueurs de coupe en 1982.
- Vainqueur du Championnat d'Espagne de football en 1985.
- Vainqueur de la Coupe d'Espagne de football en 1983 et 1988.
- Vainqueur de la Supercoupe d'Espagne en 1983
- Vainqueur de la Coupe de la ligue en 1983 et 1986